# 日本青年社
日本青年社（にほんせいねんしゃ）は、日本最大級の右翼団体である。昭和三十六年より設立。現在では複数の議員を地方議会に送り続ける影響力を持ち、単一団体としては日本最大規模。東京都港区六本木に総本部を置いていたが2021年に建物を解体。

## 綱領
- 我々は高貴なる日本の国体と歴史に基づき政治と文教を粛正し国権と領土を回復して平成維新を実現し万世の為に大平を開く道義国家を建設する。
- 我々は祖国を愛する同胞の情熱と団結を以て内外の不正と戦い占領憲法とポツダム体制を打破し必ず国体を明徴にする。
- 我々は自らを厳しく戒め楠公精神を慕う若き日本人として勇敢にして礼儀正しく廉潔にして信義を重んじ己の任務に私心なく挺身する。

## 来歴
1961年（昭和36年）、右翼団体・楠皇道隊が発足。当初、日本最大の右翼団体であった全日本愛国者団体会議（全愛会議）内の、児玉誉士夫に忠実な実行部隊だった青年思想研究会（青思会）に加盟していた。その後、独立路線に転じ、1969年に日本青年社へ改称。日本最大規模の組織力をもって、各地の地方議会に議員を送った。
1978年には尖閣諸島魚釣島に灯台を建立。以後27年にわたる保守点検と実効支配に取り組み、2005年2月に政府の申し出を受け、国に無償委譲するに至った。
愛知県西尾市三ヶ根山頂上にある殉国七士廟の奉賛活動を行うなどもしている。
1989年7月23日の第15回参議院議員通常選挙において、比例区、東京都選挙区で立候補するが、落選、供託金没収。
自民党が不祥事続きで過半数を割り込み惨敗し、国民の不信感から日本社会党が大躍進を遂げた同選挙では、多くの右翼団体が当落を度外視して立候補した。乱立による票の目減りを承知で社会党・日本共産党両者への集中攻撃として立候補し、自民党を応援することはこれまでにもあったが、同選挙では、独自の政策を掲げて戦った点が違った。
比例区で日本青年社は18953票を獲得し、同選挙に立候補した右翼団体では大行社政治連盟の次に多かった。日本青年社は、戦後体制との決別、自主憲法の制定、貿易摩擦の解消を三本柱に選挙を戦った。

## 沿革
- 1961年（昭和36年）10月、楠皇道隊を結成。
- 1969年（昭和44年）3月、楠皇道隊を発展的解消、日本青年社として発足。
- 1978年（昭和53年）8月、日中平和条約調印の日に、尖閣諸島魚釣島に上陸して「灯台」を建設。 同時にヤギ2頭を同島に放つ。
- 1981年（昭和56年）11月、運動スローガン「改憲への道を拓こう　自衛隊違憲を突破口に」を決定する。
- 1986年（昭和61年）、与那国支局長の新嵩喜八郎が与那国島海底遺跡を発見。 
  - 同年4月、皇居に向けて火炎弾を発射した左翼過激派・戦旗共産同の拠点「戦旗社」を襲撃。
- 1987年（昭和62年）9月、中核派の拠点である「前進社」を襲撃。
  - 同年11月、東京六本木に「春風館」を開設。
- 1988年（昭和63年）6月、尖閣諸島魚釣島灯台建設10周年を記念して新灯台に建て替える。
- 1990年（平成2年）11月、「祈願 北方領土返還」碑を東京・三多摩本部敷地内から北海道納沙布岬に移転し、除幕式を行う。
- 1992年（平成4年）7月、第16回参議院議員通常選挙において「風の会」を立上げ、確認団体として野村秋介、横山やすしら10人の候補者を擁立するも、全員落選。
- 1995年（平成7年）1月、阪神・淡路大震災の支援活動に取り組む。
- 1996年（平成8年）7月、尖閣諸島北小島に「第二灯台」を建設。
- 平成8年（1996年） - 幹部の滑川裕二が中川秀直科学技術庁長官に対し、中川の愛人問題等に関する内容証明郵便を送付。
- 1999年（平成11年）6月、北朝鮮の建国50周年記念祝賀会に出席して万歳を叫んだ国土庁長官小沢潔の事務所に堆肥を積んだ2トントラックで、三多摩本部行動隊隊長補佐が襲撃。 
  - 同年4月、松尾和哉、会長就任。
  - 同年9月25日、明治神宮において日本青年社30周年神前奉告祭を挙行。全国から社員が参集する。
- 2000年（平成12年）1月、「新たなる民族運動の構築『右翼民族派改革元年』」を掲げる。
  - 横田めぐみ「救出」署名活動など、拉致問題に関する署名活動を行っているが、時局対策局長・水野孝吉が「救う会新潟」の幹部を務めていたため、国会で右翼構成員や暴力団員との関係を問題視された[6][7]。 これが原因で同会は分裂する騒ぎになり、「北朝鮮に拉致された日本人を救出するための全国協議会」幹事の役職停止処分（茨城の事例）などの問題を引き起こしている。
  - 同年4月20日、尖閣神社の創建事業を主導し、木造の祠を建設した。（毎年、例祭ならびに船舶航行安全祈願祭を行なっている。）
  - 同年6月、『噂の眞相』6月号に徳仁親王妃雅子に関する記事で敬称がなかったとして皇室を侮辱する記事が掲載されたとして、三多摩本部隊長・副隊長が「噂の真相社」を襲撃[8]。
  - 10月 - （日本青年社が国会図書館に尖閣上陸ビデオ50本を送ったことに対し）中川秀直内閣官房長官が日本青年社に礼状を出していたこと、また滑川裕二副会長と会食していたことがマスコミで報じられる[要出典]。
- 2001年（平成13年）1月、スローガンとして「駆けぬけ　羽ばたけ新世紀」「自然と共生　環境と調和」を掲げる。
- 2002年（平成14年）10月より2003年（平成15年）10月まで、自称「旧皇族・有栖川識仁」こと北野康行を名誉総裁に置いていた。有栖川宮詐欺事件参照。
- 2003年（平成15年）2月、産経新聞（2003年2月3日付朝刊）「日本よ／海図に載らない灯台」で、石原慎太郎による賞賛を受ける。 
  - 同年10月、有栖川宮詐欺事件の被疑者となった北野康行が逮捕前の10月1日に任期完了を事由に退任したことをホームページ上で公表した。
  - 同年12月 東京都発注の公共工事で、談合に参加しなかった会社の社長を呼び出し600万円を脅し取ったとして松尾和哉会長ら6人が警視庁組織犯罪対策4課に逮捕される。
- 2004年（平成16年）1月、スローガン「新たなる地球社会への展開」「競争から共生へ」を掲げる。
  - 同年3月、尖閣諸島魚釣島の尖閣神社の祠等が、不法上陸した中国人により破壊され、沖縄県警察に被害届を提出し受理された。後日、日本青年社により祠が再建され、「尖閣神社」と揮毫された花崗岩の石板が設置された。
  - 同年10月 - 長野市内の医療機器製造会社社長から約8000万円を恐喝しようとしたとして、NPO「メディアオンブズマン」（東京都千代田区）の理事長をも務めていた副会長・滑川が警視庁組織犯罪対策3課に恐喝未遂容疑で逮捕される[9]。
- 2005年（平成17年）2月9日、尖閣諸島の「魚釣島漁場灯台」を国家に無償委譲する。
  - 同年3月、「日本の領土を守るため行動する議員連盟」（会長は自民党衆議院議員森岡正宏）が国会内で開いた勉強会に幹部を招き、「あの島を守ってくれた日本青年社に感謝をしなくてはならない」と活動を称賛した[10]。
  - 同年11月、株式会社ドンキホーテが六本木店の屋上に日本初となる遊戯施設、絶叫マシン「ハーフ・パイプ」を建設した件で公開質問状を送付。
- 2006年（平成18年）1月、「東京裁判無効を明らかにする東京裁判再審請求署名活動」を開始。
- 2007年（平成19年）8月、『正論』平成19年10月号に掲載された殿岡昭郎執筆論文に抗議。編集部と殿岡が非を認める。
- 2009年（平成21年）3月、ロシアから招請を受け、31名の訪ロ団が北方領土返還交渉を前進させることを目的にロシアを訪問する。旧ソ連時代の対立関係を見直し、「世界は劇的に変わっており、新生ロシアも変わっている」「我々とロシアは自由と民主主義の価値観を共有できる」として前向きな会談を行う[11]。
- 2011年（平成23年）3月11日に発生した東日本大震災では地震発生直後から食料物資等大規模な支援活動を行った。
- 同年5月、福島第一原子力発電所事故を受けて、脱原発と再生可能エネルギーの導入を訴えた要望書を発表する[12]。

## 主な幹部
- 最高顧問　　　　松尾和也
- 会長　　　　　　千葉州時
- 会長代理　　　　大久保叡
- 総務会会長　　　木村正
- 財務会会長　　　澤井和美
- 女性部会長　　　並木美奈子（聖心会代表）
- 副会長　　　　　亀田晋司
- 幹事長　　　　　葛西俊夫
- 総局長　　　　　佐藤秀樹
- 総本部長　　　　早瀬明夫（城西支部長）
- 全国総合管区長　篠塚栄一（城東本部長）
- 行動隊長　　　　石塚知巳（茨城県県西本部長）
- 組織局長　　　　吉野公久（群馬県本部長）
- 事務局長　　　　平田伸一
- 各菅区長・十役・各局長・七役・二十一役
- 各地区本部長・各委員会委員長
- 各地区支部長
- 各地区本部・支部三役

## 本部・支部・社友会・奉賛会
| 本部・支部       | 社友会                     | 奉賛会         |
| ---------------- | -------------------------- | -------------- |
| 総本部           | サイパン忠魂碑顕彰会社友会 |                |
|                  | 社会医療推進協力社友会     |                |
| 北海道本部       |                            | 北海道奉賛会   |
| 山形県本部       |                            |                |
| 青森県弘前支局   |                            |                |
| いわき支部       |                            |                |
| 福島支部         |                            |                |
| 新潟県本部       | 新潟社友会                 |                |
| 富山県支部       | 富山社友会                 |                |
| 石川県支部       | 山陰地区社友会             |                |
|                  | 長野信濃社友会             |                |
| 群馬県本部       | 群馬社友会                 | 群馬県奉賛会   |
| 茨城県本部       | 茨城社友会                 |                |
| 茨城県県西本部   | 茨城県県西社友会           |                |
| 日本親武道塾     |                            |                |
| 栃木県支部       |                            |                |
| 埼玉県本部       |                            | 埼玉県奉賛会   |
| 所沢支部         | 所沢社友会                 | 川口地区奉賛会 |
| 風神会           |                            |                |
| 三多摩本部       | 南多摩社友会               | 秀和奉賛会     |
| 小金井支部       |                            |                |
| 憂和会           | 西多摩社友会               |                |
| 北三多摩支部     | 西東京社友会               |                |
| 西三多摩支部     |                            |                |
| 東東京支部       |                            |                |
| 城西支部         |                            |                |
| 西東京支部       |                            |                |
| 神学修練館       |                            |                |
| 城東本部         | 東京社友会                 |                |
| 東京中央支部     | 東京中央社友会             |                |
| 武蔵野支部       |                            |                |
| 城北支部         | 少年の広場社友会           |                |
| 聖心会           | マスメディア映像推進社友会 |                |
|                  | 東京輝社友会               |                |
|                  | 七島友の会社友会           |                |
| 静岡県本部       | 静岡社友会                 |                |
| 御殿場支部       | 静岡東部社友会             |                |
| 山憂連合         |                            |                |
| 山梨県支部       | 山梨社友会                 | 山梨県奉賛会   |
|                  | 愛知社友会                 |                |
| 大阪支部         |                            |                |
| 岡山県支部       |                            |                |
| 佐賀県支部       |                            |                |
| 鹿児島県支部     |                            |                |
| 長崎県支部       |                            |                |
| 沖縄県与那国支局 | 沖縄石垣社友会             |                |